# Enteralna primjena
Enteralna primjena lijeka je ona metoda primjene lijeka kojom prolazi kroz probavni trakt. Izvodi ju se unošenjem u kroz prirodne tjelesne šupljine. Način kojim se unosi u organizam su na usta (peroralno), pod jezik (sublingvalno) ili kroz debelo crijevo (rektalno).